# Fushimi Tennō
Fushimi Tennō (伏見天皇?) (10 de mayo de 1265 – 8 de octubre de 1317) fue el 92.º emperador de Japón, según el orden tradicional de sucesión. Reinó entre 1287 y 1298. Antes de ser ascendido al Trono de Crisantemo, su nombre personal (imina) era Príncipe Imperial Hirohito (熈仁親王 Hirohito-shinnō?)

## Genealogía
Fue el segundo hijo de Go-Fukakusa Tennō; proviene de la rama Jimyōin-tō. Su nombre proviene del palacio de los Jimyōin-tō.
- Emperatriz: Saionji (Fujiwara) ?? (西園寺（藤原）金章子)
- Dama de Honor: hija de Miki (Minamoto) ?? (三木（源）具氏)
- Dama de Honor: Itsutsuji (Fujiwara) Tsuneko (五辻（藤原）経子)

- Primer hijo: Príncipe Imperial Tanehito (胤仁親王, futuro Emperador Go-Fushimi)

- Consorte: Tōin (Fujiwara) ?? (洞院（藤原）季子)

- Primera hija: Princesa Imperial ?? (甝子内親王 (甝 = 王壽))
- Segunda hija: Princesa Imperial Shigeko (誉子内親王)
- Segundo hijo: Príncipe Imperial y Monje  ?? (寛性入道親王) (Monje budista)
- Tercera hija: Princesa Imperial ?? (延子内親王)
- Cuarto hijo: Príncipe Imperial Tomito (富仁親王, futuro Emperador Hanazono)

## Biografía
El Príncipe Imperial Hirohito fue nombrado príncipe heredero en 1275, como heredero de su primo segundo, el Emperador Go-Uda, de la rama Daikakuji-tō. Las maniobras políticas de su padre, el Emperador Go-Fukakusa de la rama Jimyōin-tō, fueron la causa de esta decisión.
En 1287, tras las presiones de la Corte y del shogunato, el Emperador Go-Uda abdica a favor de su primo segundo. El Príncipe Imperial Hirohito asume el trono como el Emperador Fushimi, con 22 años de edad.
Durante los dos primeros años, las dos ramas se alternaron el poder, pero en 1289, el Emperador Enclaustrado Go-Fukakusa finalizó su reinado, teniendo el control directo del Emperador Fushimi. En ese mismo año, él decide que su hijo (el futuro Emperador Go-Fushimi) sea el Príncipe de la Corona, incrementando el antagonismo de los Daikakuji-tō. En 1290, la familia de Asawara Tameyori intentó asesinar al Emperador.
Durante el reinado del Emperador Fushimi, se intentó convencer a la nobleza en derrotar al shogunato Kamakura, pero no logró más que el fortalecimiento de éste. En 1298, el Emperador Fushimi abdica a los 33 años, a favor de su hijo, el Emperador Go-Fushimi.
A partir de entonces, el Emperador Fushimi funge como Emperador Enclaustrado, pero en 1301 es forzado a abdicar junto con su hijo, cuando el Daikakuji-tō retoma el poder y asume el trono el Emperador Go-Nijō. En 1308, con la ayuda del shogunato, su cuarto hijo asume el trono como el Emperador Hanazono, y así el Emperador Fushimi se convierte nuevamente en Emperador Enclaustrado.
El plan de alternar el poder entre las ramas Daikakuji y Jimyōin no resultó exitoso durante el reinado del Emperador Fushimi, y ambas ramas se pelearían por el trono, causando el inicio de la Era de las Cortes Norte y Sur.
En 1317, el Emperador Go-Fushimi fallece a los 52 años.

## Kugyō
- Sesshō:
- Daijō Daijin
- Sadaijin:
- Udaijin:
- Nadaijin:
- Dainagon:

## Eras
- Kōan (1278 – 1288)
- Shōō (1288 – 1293)
- Einin (1293 – 1299)